# Ossido ferroso-ferrico
L'ossido ferroso-ferrico è l'ossido misto di ferro (II) e ferro (III), uno degli ossidi di ferro avente formula Fe3O4. Si presenta in natura nel minerale magnetite, ed è uno dei numerosi ossidi di ferro, gli altri sono l'ossido di ferro(II) (FeO), che è raro, e l'ossido di ferro(III) (Fe2O3) che si trova anche in natura come un minerale chiamato ematite. Contiene sia ioni Fe2+ che Fe3+ ed è talvolta formulato come FeO ∙ Fe2O3. Questo ossido di ferro si presenta in laboratorio sotto forma di polvere nera. Manifesta magnetismo permanente ed è ferrimagnetico, ma a volte viene erroneamente descritto come ferromagnetico. Il suo uso più esteso è come pigmento nero; a questo scopo viene sintetizzato, piuttosto che essere estratto dal minerale naturale, poiché la dimensione e la forma delle particelle possono essere variate dal metodo di produzione
La formula dell'ossido ferroso-ferrico può essere vista anche come Fe2+(Fe3+O2)2. Esso è il costituente del minerale magnetite. La magnetite si forma quando l'idrossido ferroso si ossida in presenza di acqua secondo la reazione:
{\displaystyle {\ce {3Fe(OH)2->[H_{2}O]Fe3O4\ +\ H2\ +\ 2H2O}}}
anche detta Reazione di Schikorr.
È un composto che si forma anche nei relitti marini ferrosi.

## Preparazione
L'ossido ferroso-ferrico può essere prodotto per riduzione facendo reagire idrogeno molecolare con ossido ferrico, mediante la seguente reazione:
{\displaystyle {\ce {3Fe2O3 + H2 -> 2Fe3O4 + H2O}}}
Oppure facendo reagire monossido di carbonio con ossido ferrico:
{\displaystyle {\ce {3Fe2O3 + CO -> 2Fe3O4 + CO2}}}.
In condizioni anaerobiche, l'idrossido ferroso (Fe(OH)2) può essere ossidato dall'acqua per formare magnetite e idrogeno molecolare (H2). Questo processo è descritto dalla reazione di Schikorr:
{\displaystyle {\ce {{\underset {idrossido\ ferroso}{3Fe(OH)2}}->{\underset {magnetite}{Fe3O4}}+{\underset {idrogeno}{H2}}+{\underset {acqua}{2H2O}}}}}.
La magnetite ben cristallizzata (Fe3O4) è termodinamicamente più stabile dell'idrossido ferroso (Fe(OH)2).
La magnetite può essere preparata in laboratorio come ferrofluido nel metodo Massart mescolando cloruro di ferro (II) e cloruro di ferro (III) in presenza di idrossido di sodio. La magnetite può essere preparata anche per coprecipitazione chimica in presenza di ammoniaca, che consiste in una miscela di una soluzione {\displaystyle 0,1\,\mathrm {M} } di:
{\displaystyle {\ce {FeCl3\cdot 6H2O\,\,\,}}} e {\displaystyle {\ce {\,\,\,FeCl2\cdot 4H2O}}}
con agitazione meccanica di circa 2000 rpm. Il rapporto molare di {\displaystyle {\ce {FeCl3\,:\,FeCl2}}} può essere 2:1; scaldando questa soluzione a 70 °C, ed elevando subito la velocità a 7500 rpm e aggiungendo velocemente una soluzione di NH4OH (10 volume %), immediatamente si formerà un precipitato scuro, costituito da nanoparticelle di magnetite. In entrambi i casi, la reazione di precipitazione si basa su una rapida trasformazione di ioni ferro idrolizzati acidi nella struttura a spinello di ossido di ferro, mediante idrolisi a valori di pH elevati (superiori a circa 10).
Sforzi considerevoli sono stati dedicati al controllo del processo di formazione delle nanoparticelle di magnetite a causa delle complesse e impegnative reazioni chimiche coinvolte nelle trasformazioni di fase prima della formazione della struttura dello spinello di magnetite. Le particelle di magnetite sono di interesse nelle applicazioni della bioscienza come nell'imaging a risonanza magnetica (MRI) poiché le nanoparticelle di magnetite di ossido di ferro rappresentano un'alternativa non tossica agli agenti di contrasto a base di gadolinio attualmente impiegati. Tuttavia, a causa della mancanza di controllo sulle trasformazioni specifiche coinvolte nella formazione delle particelle, dalla magnetite non sono ancora state preparate particelle veramente superparamagnetiche, cioè nanoparticelle di magnetite che perdono completamente le loro caratteristiche magnetiche permanenti in assenza di un campo magnetico esterno (che per definizione mostrano una coercitività di 0 A/m). I valori più piccoli attualmente riportati per le particelle di magnetite nanometriche sono {\displaystyle Hc=8,5{\frac {\mathrm {A} }{m}}}, mentre il valore di magnetizzazione più grande riportato è {\displaystyle 87\,{\frac {\mathrm {A} m^{2}}{kg}}} per la magnetite sintetica.
La qualità del pigmento Fe3O4, cosiddetta magnetite sintetica, può essere preparata utilizzando processi che utilizzano scarti industriali, rottami di ferro o soluzioni contenenti sali di ferro (ad esempio i sottoprodotti in processi industriali come il trattamento in vasca acido (decapaggio) dell'acciaio):
- Ossidazione del ferro nel processo Laux in cui il nitrobenzene viene trattato con ferro metallico utilizzando FeCl2 come catalizzatore per produrre anilina[3]:

{\displaystyle {\ce {C6H5NO2\ +\ 3Fe\ +\ 2H2O->C6H5NH2\ +\ Fe3O4}}}.
- Ossidazione di composti FeII, ad esempio la precipitazione dei sali di ferro(II) come idrossidi seguita da ossidazione per aerazione, dove un attento controllo del pH determina l'ossido prodotto[3].

Riduzione di Fe2O3 con idrogeno:
{\displaystyle {\ce {3Fe2O3\ +\ H2->2Fe3O4\ +\ H2O}}}.
Riduzione di Fe2O3 con CO:
{\displaystyle {\ce {3Fe2O3\ +\ CO->2Fe3O4\ +\ CO2}}}.
La produzione di nanoparticelle può essere eseguita chimicamente prendendo ad esempio miscele di sali di FeII e FeIII e mescolandole con alcali per precipitare ossido ferroso-ferrico colloidale. Le condizioni di reazione sono critiche per il processo e determinano la dimensione delle particelle.

## Reazioni
La riduzione del minerale di magnetite mediante il monossido di carbonio (CO) in un altoforno viene utilizzata per produrre ferro come parte del processo di produzione dell'acciaio:
{\displaystyle {\ce {{Fe3O4}+ 4CO -> {3Fe}+ 4CO2}}}.
L'ossidazione controllata di ossido ferroso-ferrico viene utilizzata per produrre pigmenti marroni di qualità {\displaystyle \gamma -}Fe2O3 (maghemite):
{\displaystyle {\ce {\underbrace{2Fe3O4}_{magnetite}+ {1/2O2}->}}\ {\color {Brown}{\ce {\underbrace{3(\gamma-Fe2O3)}_{maghemite}}}}}.
Una calcinazione più vigorosa (tostatura in aria) conferisce la qualità del pigmento rosso {\displaystyle \alpha -}Fe2O3 (ematite):
{\displaystyle {\ce {\underbrace{2Fe3O4}_{magnetite}+ {1/2O2}->}}\ {\color {BrickRed}{\ce {\underbrace{3(\alpha-Fe2O3)}_{ematite}}}}}.

## Struttura
L'ossido ferroso-ferrico ha una struttura cubica a gruppi di spinelli inversi che consiste in una matrice cubica compatta di ioni ossido in cui tutti gli ioni Fe2+ occupano metà dei siti ottaedrici e Fe3+ sono divisi uniformemente tra i restanti siti ottaedrici e i siti tetraedrici.
Sia l'ossido ferroso (FeO) che il {\displaystyle \gamma -}Fe2O3 hanno una matrice cubica simile di ioni ossido e questo spiega la pronta intercambiabilità tra i tre composti all'ossidazione e alla riduzione poiché queste reazioni comportano un cambiamento relativamente piccolo alla struttura complessiva.[4] I campioni di ossido ferroso-ferrico possono essere non stechiometrici.
Il ferrimagnetismo dell'ossido ferroso-ferrico nasce perché gli spin elettronici degli ioni FeII e FeIII nei siti ottaedrici sono accoppiati e gli spin degli ioni FeIII nei siti tetraedrici sono accoppiati, ma antiparalleli ai primi. L'effetto netto è che i contributi magnetici di entrambi gli insiemi non sono bilanciati e c'è un magnetismo permanente.
Allo stato fuso, i modelli sperimentali mostrano che gli ioni di ferro sono coordinati in media a 5 ioni di ossigeno.

## Proprietà

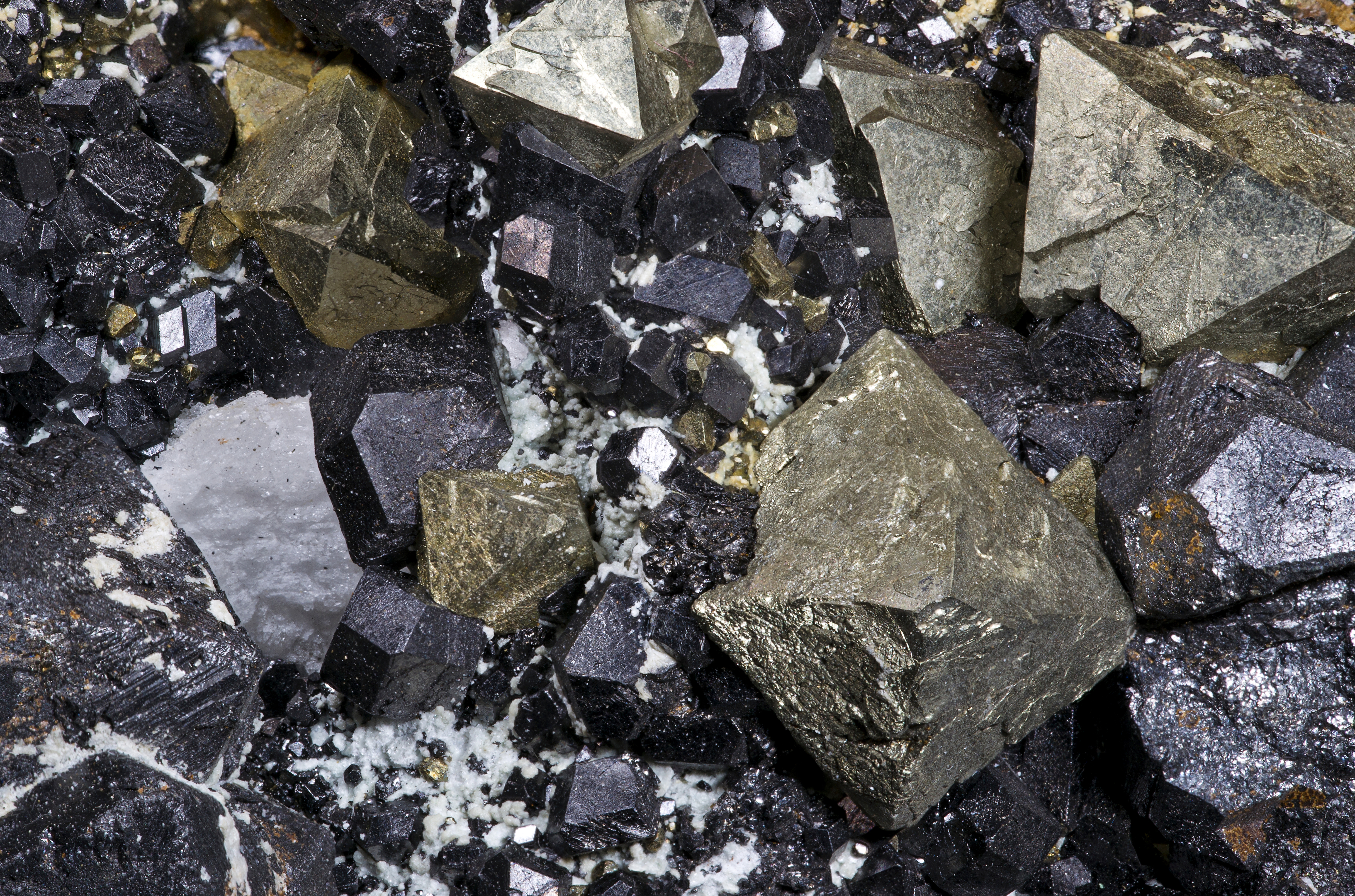
Campione di magnetite, Fe_{3}O_{4} naturale

L'ossido ferroso-ferrico è ferrimagnetico con una temperatura di Curie {\displaystyle T_{C}=858\,\mathrm {K} }. C'è una transizione di fase a 120 K, chiamata transizione di Verwey, dove c'è una discontinuità nella struttura, nella conduttività e nelle proprietà magnetiche. Questo effetto è stato ampiamente studiato e, sebbene siano state proposte varie spiegazioni, non sembra essere completamente compreso.
Sebbene abbia una resistività elettrica molto più elevata del ferro metallico {\displaystyle (96,1\,n\Omega \cdot m)}, la resistività elettrica dell'ossido ferroso-ferrico {\displaystyle (0,3\,m\Omega \cdot m}) è significativamente inferiore a quella del Fe2O3 (dell'ordine del {\displaystyle k\Omega \cdot m}). Ciò è attribuito allo scambio di elettroni tra FeII e FeIII nell'ossido ferroso-ferrico.

## Utilizzi
- Come pigmento: l'ossido ferroso-ferrico è usato come pigmento nero ed è conosciuto come C.I pigment black 11 (C.I. No.77499) o Mars Black[15].
- Come catalizzatore: è usato come catalizzatore nel processo Haber-Bosch e nella Reazione di spostamento del gas d'acqua[21]. Quest'ultimo utilizza un catalizzatore HTS (high temperature shift) di ossido di ferro stabilizzato da ossido di cromo[21]. Questo catalizzatore ferro-cromo viene ridotto all'avvio del reattore per generare ossido ferroso-ferrico da {\displaystyle \alpha -}Fe2O3 e Cr2O3 a CrO3[21].
- Nella produzione dell'acciaio: la bluitura è un processo di passivazione che produce uno strato di ossido ferroso-ferrico sulla superficie dell'acciaio per proteggerlo dalla ruggine.
- In medicina: le nanoparticelle di ossido ferroso-ferrico sono utilizzate come mezzi di contrasto nell'Imaging a risonanza magnetica[22].
- In siderurgia:

Con zolfo e alluminio è un ingrediente in un tipo di termite per il taglio dell'acciaio.

## Negli esseri viventi
La magnetite è stata trovata sotto forma di nanocristalli nei batteri magnetotattici (42-45 nm) e nel tessuto del becco dei piccioni viaggiatori.